# ReLU
Funkcja ReLU, prostowana jednostka liniowa (ang. rectified linear unit), jednostronnie obcięta funkcja liniowa – funkcja aktywacji zdefiniowana jako nieujemna część jej argumentu:
{\displaystyle \operatorname {ReLU} (x)=x^{+}=\max(0,x)={\frac {x+|x|}{2}}=\left\{{\begin{matrix}0&{\text{dla}}&x<0\\x&{\text{dla}}&x\geqslant 0\end{matrix}}\right.}

Wykres ReLU w pobliżu x = 0

ReLU jest jedną z najpopularniejszych funkcji aktywacji sztucznych sieci neuronowych i znajduje zastosowanie w komputerowym widzeniu przy użyciu głębokich sieci neuronowych.

## Zalety
Do zalet funkcji ReLU należą:
- Rzadka aktywacja: w sieci z losowo zainicjowanymi wagami tylko około 50% neuronów w warstwach ukrytych jest aktywowanych (tzn. ma niezerową wartość wyjściową)[9].
- Lepsza propagacja gradientu: mniejsze ryzyko wystąpienia problemu zanikającego gradientu w porównaniu z sigmoidalnymi funkcjami aktywacji, które nasycają się w obu kierunkach[5][9].
- Wydajność obliczeniowa[10]: funkcja jest bardzo prosta obliczeniowo – wymaga jedynie porównania z zerem i operacji dodawania.
- Niezmienność ze względu na skalę (jednorodność)[11]:

{\displaystyle \max(0,ax)=a\max(0,x){\text{ dla }}a\geqslant 0}.

## Potencjalne problemy
Możliwe wady funkcji ReLU to między innymi:
- Nieróżniczkowalność w zerze: funkcja jest różniczkowalna w każdym innym punkcie, jednak w punkcie {\displaystyle x=0} jej pochodna jest niezdefiniowana[12]. W praktyce można umownie przyjąć, że pochodna w tym punkcie wynosi 0 lub 1.
- Wyjście nie jest skoncentrowane wokół zera: wyjścia ReLU są zawsze nieujemne. Może to utrudnić sieci uczenie się podczas propagacji wstecznej, ponieważ aktualizacje gradientu mają tendencję do przesuwania wag w jednym kierunku (dodatnim lub ujemnym)[13]. Problem ten można częściowo rozwiązać za pomocą normalizacji wsadowej[14].
- Funkcja jest nieograniczona z góry: wartości ReLU mogą rosnąć bez ograniczeń, co w niektórych przypadkach może prowadzić do problemów, takich jak eksplodujący gradient[14].
- Nadmiarowość parametryzacji: z powodu niezmienności ze względu na skalę, sieć neuronowa może uzyskać identyczną funkcję wyjściową poprzez przeskalowanie wag i biasów przed aktywacją ReLU o czynnik {\displaystyle k}, a wag warstwy następnej o czynnik {\displaystyle 1/k}[15].
- Problem „umierającego ReLU” (ang. „Dying ReLU”): neurony z aktywacją ReLU mogą  zostać zepchnięte do stanów, w których stają się nieaktywne dla niemal wszystkich danych wejściowych[16]. W tym stanie żadne gradienty nie przepływają wstecz przez neuron, więc utyka on w wiecznie nieaktywnym stanie („umiera”). Jest to forma problemu zanikającego gradientu. W niektórych przypadkach duża liczba neuronów w sieci może utknąć w martwym stanie, skutecznie zmniejszając pojemność modelu i potencjalnie nawet zatrzymując proces uczenia. Problem ten pojawia się zazwyczaj, gdy współczynnik uczenia jest zbyt wysoki. Można go złagodzić, stosując warianty takie jak „Leaky ReLU”, gdzie dla {\displaystyle x<0} przypisuje się niewielkie dodatnie nachylenie. W zależności od zadania może to jednak wiązać się ze spadkiem ogólnej wydajności modelu.